# Heinrich Dinkelacker
Heinrich Dinkelacker ist eine international bekannte deutsche Luxus-Schuhmarke, die sich auf rahmengenähte Herrenschuhe im Budapester Stil spezialisiert hat. Das Unternehmen wurde 1879 in Sindelfingen gegründet und gehört seit 2016 zur Berliner Shoepassion GmbH.

## Geschichte

### Gründung und Entwicklung
Das Unternehmen wurde im Jahr 1879 von Heinrich Dinkelacker im württembergischen Sindelfingen gegründet. Nach dem frühen Tod des Firmengründers übernahm sein Enkel, Burkhardt Dinkelacker, die Führung des Unternehmens.
Aufgrund des zunehmenden Fachkräftemangels im deutschen Schuhmacherhandwerk und steigender Produktionskosten verlegte er in den 1960er Jahren die Produktion nach Budapest, um von der dortigen Schuhmachertradition zu profitieren. Die ungarische Hauptstadt galt damals als Zentrum des europäischen Schuhmacherhandwerks. Gemeinsam mit weiteren dort ansässigen renommierten Schuhmarken prägte Heinrich Dinkelacker maßgeblich den Begriff der „Budapester Schuhe“.

### Eigentümerwechsel 2004
Als sich Burkhardt Dinkelacker 2004 im Alter von 76 Jahren in den Ruhestand zurückzog, endete die Ära der Familienführung im Unternehmen. Im gleichen Jahr übernahmen Norbert Lehmann (ehemaliger IBM-Manager), Dr. Wendelin Wiedeking (ehemaliger Vorstandsvorsitzender der Porsche AG) und Anton Hunger (ehemaliger Pressechef von Porsche) die Heinrich Dinkelacker GmbH.

### Fusion mit Shoepassion 2016
Im Dezember 2016 fusionierte Heinrich Dinkelacker mit der Shoepassion GmbH, einem Berliner Unternehmen, das seit 2010 rahmengenähte Lederschuhe vertreibt. Die Verbindung traditioneller Handwerkskunst mit digitaler Innovationskraft ermöglichte beiden Unternehmen eine zukunftsorientierte Weiterentwicklung.

### Produktionsverlagerung nach Almansa 2020
Aufgrund von Herausforderungen in der ungarischen Produktion und dem Mangel an Fachkräften verlegte Heinrich Dinkelacker 2020 seine Fertigung nach Almansa, Spanien. Die Stadt verfügt über eine mehr als 300-jährige Schuhmachertradition und gilt als eines der Schuhzentren Spaniens. Die ungarische Handwerkskunst wurde in Zusammenarbeit mit lokalen Schuhmachern übertragen. Einige aufwendige Modelle wie der „Rio“ oder der „Buda“ werden zudem in Italien gefertigt.

## Produkte
Das Sortiment von Heinrich Dinkelacker umfasst fast ausschließlich rahmengenähte Herrenschuhe, die in bis zu 300 Arbeitsschritten handgefertigt werden. Typische Modelle sind der Budapester, Oxford und Derby. Verwendet werden hochwertige Leder aus europäischen Gerbereien. Ergänzt wird das Angebot durch Accessoires und Pflegeprodukte.

## Unternehmensstruktur
Heinrich Dinkelacker ist heute Teil der Shoepassion GmbH, zu der auch die Marken Henry Stevens und Berlin N91 gehören. Der Vertrieb erfolgt über einen Showroom in Bietigheim-Bissingen, die Ladengeschäfte von Shoepassion sowie über eigene Online-Shops. Seit 2018 ist das Sortiment auch über den Online-Händler mybudapester.com erhältlich, der seit 2024 ebenfalls zur Shoepassion GmbH gehört.

## Auszeichnungen
2015 wurde Heinrich Dinkelacker in das Kompendium „Marken des Jahrhunderts“ aufgenommen, das deutsche Marken mit besonderem kulturellen und wirtschaftlichen Stellenwert würdigt.